# Ernströmgruppen
Ernströmgruppen AB är ett svenskt industriellt konglomerat baserat i Göteborg. Industrikonglomeratet är ett dotterbolag till Neudi & C:o AB, ett privatägt investmentbolag som grundades av Ivar Ernström i Göteborg år 1918.